# The Lost Girls
The Lost Girls es una película británica de 2022 escrita, protagonizada y dirigida por Livia De Paolis, su segundo largometraje como directora después de Emoticon ;) en 2014. Basada en la novela homónima de Laurie Fox, escrita en 2003 e inspirada en el personaje de Peter Pan, la película está ambientada unas pocas generaciones después de los eventos de la novela original de James Matthew Barrie, y amplía las consecuencias de la promesa que Wendy le hace a Peter Pan: «Wendy, prométeme que nunca crecerás». Pero Wendy no solo crece sino que también se casa y tiene una hija.

## Sinopsis
La película sigue a Wendy Darling (Livia De Paolis), nieta de la Wendy original quien fue a Neverland con Peter Pan hace ya muchos años. Muchos años después ya mayor lucha por superar a su primer amor verdadero, Peter Pan (Louis Partridge). Cuando su hija, Berry (Ella-Rae Smith), recibe la visita del niño que puede volar y nunca crece, tal como lo hicieron la madre y la abuela de Wendy antes que ella, Wendy se ve obligada a enfrentar lo que ha definido toda su vida.
Basándose en el epílogo que el autor James Matthew Barrie agregó a la historia cuatro años después de su debut como obra de teatro, sigue la idea de que Peter, perdió interés en una Wendy ya anciana, con lo que decidió llevar a su hija Jane a Neverland, y más tarde a su hija Margaret (renombrada Wendy en esta película).

## Reparto
- Livia De Paolis como Wendy Darling Braverman, la nieta de la Wendy original
  - Emily Carey como Wendy de joven
  - Amelia Minto como Wendy de niña
- Ella-Rae Smith como Berry
  - Ava Fillery como Berry de niña
- Joely Richardson como Jane
  - Tilly Marsan como Jane de adolescente
- Vanessa Redgrave como la Wendy Darling original
- Julian Ovenden como Clayton
- Parker Sawyers como Adam
- Louis Partridge como Peter Pan
- Iain Glen como Capitán Garfio

Fuente: IMDb

## Producción
En septiembre de 2019 se anunció que Livia De Paolis adaptaría la novela de Laurie Fox al cine. La propia Anne Fox fue productora ejecutiva del proyecto con Razwana Akram; Kirk D'Amico de Myriad Pictures; Andrea Scarso y Jamie Jessop de Ingenious Media; y Norman Merry y Peter Hampden de LipSync. De Paolis, Sam Tipper-Hale, Peter Touch, Chris Curling y Meta Valentic actuaron como productores.
La película se anunció originalmente durante el Festival Internacional de Cine de Toronto de 2019 con Emma Thompson, Ellen Burstyn y Gaia Wise se unieron originalmente para protagonizar la película junto a De Paolis, pero abandonaron el proyecto en algún momento antes de que comenzara el rodaje, por lo que Joely Richardson, Vanessa Redgrave y Ella-Rae Smith asumieron sus respectivos papeles. Julian Ovenden, Parker Sawyers, Emily Carey, Louis Partridge e Iain Glen completan el elenco.
La película se rodó en Inglaterra con el apoyo de las British Screen Sector Task Forces y finalizó en septiembre de 2020.

## Estreno
La película se estrenó en cines y plataformas de transmisión el 17 de junio de 2022. Myriad Pictures está a cargo de la distribución internacional. Altitude compró los derechos de la película para su distribución en el Reino Unido e Irlanda. Posteriormente, Vertical Entertainment adquirió los derechos de distribución en EE. UU. de la película.

## Recepción
La película recibió mayoritariamente críticas negativas por parte de la prensa especializada, así
- Marya E. Gates de la web especializada en crítica cinematográfica rogerebert.com dijo que «Dirigida de forma incoherente, temáticamente confusa y mal interpretada, el drama de la escritora/directora/productora/protagonista Livia De Paolis,The Lost Girls, debería haberse quedado en novela».[9]

- Por su parte Luke Y. Thompson en la página web AV Club, fue especialmente crítico con la películaː «Después de verla, es posible que desees que Peter Pan vuelva a tener derechos de autor para que no caiga en manos de nadie que se empeñe en hacer este tipo de chapuzas».[10]
- Katie Walsh en el sitio web estadounidense The Wrap dijo que la película es «una extraña mezcla de lo moderno y lo mágico, y el intento de traer esta historia fantástica al mundo contemporáneo no funciona como se pretendía, al menos como lo ejecutó de Paolis, quien dirigió, escribió el guion y protagoniza la película».[3]
- Mientras que Danny Brogan añadió que «Basada en un libro publicado en 2001, los fanes de las adaptaciones de libros o incluso del material original de Barrie no encontrarán aquí nada que los complazca...»[2]
- Lena Wilson del New York Times expresó su opinión de que «Aquellos pobres espectadores dispuestos a asumir este cuento freudiano y su diálogo que rivaliza con The Room deben desafiar un ridículo trabajo duro por las migajas»[11]